# Indent
indent es una utilidad de Unix que formatea el código en C y C++ en un estilo de indentado y un estilo de programación definido por el usuario. En soporte para código en C++ es considerado experimental.

## Ejemplos
El comando:
```
indent
 
-st
 
-bap
 
-bli0
 
-i4
 
-l79
 
-ncs
 
-npcs
 
-npsl
 
-fca
 
-lc79
 
-fc1
 
-ts4
 
fichero.c

```

indenta el código de fichero.c en un estilo parecido a BSD/Allman y escribe el resultado en la salida estándar.

## GNU indent
GNU indent es la versión de indent del proyecto GNU. Utiliza por defecto el estilo de indentado GNU.